# Once Upon a Tour
Once Upon a Tour е името на второто голямо световно турне на финландската метъл група Nightwish. Турнето стартира в края на 2004 г. и завършва в края на 2005 г. Групата изнася концерти в страните от западна Европа, Скандинавия, Южна Америка и в Румъния, Канада, САЩ и др.
На заключителния концерт от турнето на 21 октомври 2005, който е записан за DVDто End of an Era, групата обявява, че прекъсва работата си с вокалистката Таря Турунен.

## Изпълнявани песни
- 1. Dark Chest of Wonders
- 2. Planet Hell
- 3. Deep Silent Complete
- 4. The Phantom Of The Opera (кавър на Андрю Лойд Уебър от мюзикъла Фантомът от Операта)
- 5. Ever Dream
- 6. Sleeping Sun
- 7. Symphony Of Destruction (кавър на Megadeth)
- 8. Bless the Child
- 9. The Kinslayer
- 10. Wishmaster
- 11. Dead Boy’s Poem
- 12. Slaying The Dreamer
- 13. Nemo

### Бис
- 14. Ghost Love Score
- 15. Wish I Had an Angel